# Lasiocladus
- Commons
- Wikispecies

Lasiocladus Bojer ex Nees, segundo o Sistema APG II, é um gênero botânico da família Acanthaceae.

## Sinonímia
- Synchoriste Baillon

## Espécies
| - Lasiocladus anthospermifolius - Lasiocladus boerhaaviaefolius - Lasiocladus capuronii - Lasiocladus chlorotrichos - Lasiocladus humbertii | - Lasiocladus linearifolius - Lasiocladus mollis - Lasiocladus rufopilus - Lasiocladus spicatus - Lasiocladus villosus |

- «Lista das espécies»

## Nome e referências
Lasiocladus Bojer ex C.G.D. Nees em Alph. de Candolle, 1847

## Classificação do gênero
| Sistema | Classificação                       | Referência            |
| ------- | ----------------------------------- | --------------------- |
| APG II  | Ordem Lamiales, família Acanthaceae | APweb, versão 9, 2008 |